# Abarbarea de Tiro
En la mitología griega, Abarbarea (griego antiguo: Ἀβαρβαρέα, esto es, «sin lodo») era una ninfa náyade y una de los tres antepasados de la estirpe del pueblo de Tiro, junto con Calírroe y Drósera. Estas tres ninfas de tres de las principales fuentes de Tiro decidieron vivir en castidad por lo que ofendieron a Eros, quien las hizo tener relaciones con varios hombres que surgían de la tierra —autóctonos—. Este episodio es narrado por Nono de Panópolis, en una oda dirigida al dios Dioniso —este es hijo de Sémele y nieto de Cadmo, héroe proveniente de Fenicia, donde se ubica Tiro—.
«Y mientras así hablaba, iba paseando por la ciudad (Tiro) en tanto que recreaba en ella su mirada. Y las calles pavimentadas con mosaicos brillaban ante sus ojos con el resplandor de sus variegadas teselas. Vio el palacio de su antepasado Agenor, contempió los aposentos y el tálamo de Cadmo, y entró en la cámara virginal sin guardar de Europa, la novia antaño raptada, teniendo en el recuerdo a su Zeus con cuernos. Y admiróse aún más de las fuentes primigenias de las cuales, a través del regazo de la tierra, brotan unas aguas de abundante crecida con corrientes autoengendradas que surgen de nuevo tras una hora del manantial que las derrama. Vio el fluir fecundo de Abarbarea, contempló la fuente encantadora que lleva el nombre de Calírroe y vio también las aguas nupciales y dulces de la propia Drosera, de quien brotaban».
No confundir con Abarbarea (Ἀβαρβαρέη), náyade de la Tróade que fue la esposa de Bucolión.